# Оператор наилучшего приближения
В математике, в теории приближений оператор наилучшего приближения есть оператор, отображающий элемент пространства в ближайший к нему из некоторого множества. Например, можно рассматривать оператор, который любой непрерывной на отрезке функции ставит в соответствие ближайший к ней полином определённой степени. Другое название операторов наилучшего приближения — проектор.
Свойства этого оператора сильно зависят от пространств на которых он определяется, он может быть как однозначным, так и многозначным, как непрерывным, так и разрывным, как линейным, так и нелинейным.
Изучением свойств этого оператора занимались такие математики как Борель, Бернштейн, Стечкин и другие.

## Возможные свойства операторов

### Дифференцируемость
Известно, что в пространстве непрерывных на отрезке функций оператор проектирования на подпространство обобщенных полиномов по некоей чебышёвской системе является дифференцируемым по любому направлению в любой точке.